# Buddy Shuman 250 1960
Buddy Shuman 250 1960 var ett stockcarlopp ingående i Nascar Grand National Series (nuvarande Nascar Cup Series) som kördes 9 september 1960 på den 0,4 mile (643,737 m) långa ovalbanan Hickory Motor Speedway i Hickory, North Carolina. Totalt avverkades 100 miles (160,934 km) fördelat på 250 varv. Banunderlaget var dirt. Loppet vanns av Junior Johnson i en Chevrolet på tiden 1:25.43 med en medelhastighet på 69.998 mph körandes för John Masoni. Johnson tog ledningen på första varvet och höll sedan ledningen ända in i mål. Prispotten uppgick till 3 625 dollar, varav 800 dollar gick till segraren. Liksom föregående år var deltagarantalet lågt, endast 15 förare kom till start. Loppet är uppkallat efter stockcarföraren Buddy Shuman som dog i en hotellbrand 13 november 1955.

## Resultat
| Plc     | Nr | Förare         | Team/ bilägare    | Konstruktör | Start | Varv | Ledda varv |
| ------- | -- | -------------- | ----------------- | ----------- | ----- | ---- | ---------- |
| 1       | 27 | Junior Johnson | John Masoni       | Chevrolet   | 2     | 250  | 250        |
| 2       | 2  | Possum Jones   | Tom Daniels       | Chevrolet   | 5     | 249  | 0          |
| 3       | 4  | Rex White      | Rex White         | Chevrolet   | 7     | 246  | 0          |
| 4       | 67 | David Pearson  | David Pearson     | Chevrolet   | 9     | 246  | 0          |
| 5       | 11 | Ned Jarrett    | Ned Jarrett       | Ford        | 3     | 241  | 0          |
| 6       | 54 | Jimmy Pardue   | Eb Clifton        | Dodge       | 10    | 237  | 0          |
| 7       | 17 | Fred Harb      | Fred Harb         | Ford        | 11    | 235  | 0          |
| 8       | 42 | Lee Petty      | Petty Enterprises | Plymouth    | 6     | 234  | 0          |
| 9       | 19 | Herman Beam    | Herman Beam       | Ford        | 13    | 228  | 0          |
| 10      | 1  | Paul Lewis     | Jess Potter       | Chevrolet   | 14    | 224  | 0          |
| 11      | 48 | G.C. Spencer   | Weldon Wagner     | Chevrolet   | 4     | 202  | 0          |
| 12      | 43 | Richard Petty  | Petty Enterprises | Plymouth    | 8     | 201  | 0          |
| 13      | 83 | Curtis Crider  | Curtis Crider     | Ford        | 12    | 198  | 0          |
| 14      | 35 | E.J. Trivette  | M.J. Black        | Plymouth    | 15    | 173  | 0          |
| 15      | 87 | Buck Baker     | Buck Baker        | Chevrolet   | 1     | 68   | 0          |
| Källor: |    |                |                   |             |       |      |            |